# محكمة الخمير الحمر
محكمة الخمير الحمر في الدوائر الاستثنائية في محاكم كمبوديا، والمعروفة أيضًا بهذا الاسم، هي محكمة تأسست لمحاكمة كبار قادة وأعضاء الخمير الحمر الأكثر مسؤولية عن انتهاك القانون الدولي والجرائم الجسيمة التي ارتكبت خلال الإبادة الجماعية في كمبوديا. وعلى الرغم من أنها محكمة وطنية، فقد تم إنشاؤها بموجب اتفاق بين الحكومة الكمبودية والأمم المتحدة، وضمّت قضاة محليين ودوليين في عضويتها. اعتُبرت المحكمة محكمة مختلطة، حيث تم إنشاؤها بالتعاون بين الحكومة والأمم المتحدة، لكنها ظلت مستقلة في عملها، حيث أُجريت المحاكمات في كمبوديا باستخدام موظفين محليين ودوليين. كما دعت المحكمة إلى المشاركة الدولية لضمان تطبيق المعايير القانونية الدولية.
امتد نطاق اختصاص الدوائر الاستثنائية ليشمل الانتهاكات الجسيمة للقانون الجنائي الكمبودي والقانون الإنساني الدولي والعرف، وكذلك انتهاك الاتفاقيات الدولية التي تعترف بها كمبوديا، والتي ارتكبت خلال الفترة ما بين 17 أبريل 1975 و6 يناير 1979. ويتضمن ذلك الجرائم ضد الإنسانية، وجرائم الحرب، والإبادة الجماعية. كان الهدف الأساسي للمحكمة، كما حددته الدوائر الاستثنائية، هو تحقيق العدالة للشعب الكمبودي الذي كان ضحية لسياسات نظام الخمير الحمر في تلك الفترة. ومع ذلك، تم تحديد دعم الضحايا التأهيلي والتواصل الإعلامي من أجل التعليم الوطني كأهداف أساسية أخرى للجنة.
وبعد رفض استئناف خيو سامفان، وفي ظل عدم وجود أي أعضاء كبار آخرين على قيد الحياة من الخمير الحمر لتوجيه الاتهام إليهم، اختتمت المحكمة جلساتها في ديسمبر/كانون الأول 2022 بثلاثة أحكام بالإدانة.

## أصل
في عام 1997، كتب رئيسا الوزراء المشاركان في كمبوديا رسالة إلى الأمين العام للأمم المتحدة يطلبان فيها المساعدة في إعداد إجراءات محاكمة كبار قادة الخمير الحمر. وبعد مفاوضات مطولة، تم التوصل إلى اتفاق بين الحكومة الملكية الكمبودية والأمم المتحدة وتم التوقيع عليه في 6 يونيو/حزيران 2003. وقد تم التصديق على الاتفاقية من قبل الجمعية العامة للأمم المتحدة .
في مايو 2006، أعلن وزير العدل أنج فونج فاثانا أن أعلى هيئة قضائية في كمبوديا وافقت على تعيين 30 قاضياً كمبودياً وقاضياً من الأمم المتحدة لرئاسة المحكمة التي طال انتظارها لمحاكمة زعماء الخمير الحمر الباقين على قيد الحياة. وقد أدى القضاة اليمين في أوائل يوليو 2006.
وفي يونيو 2009، استقال المدعي العام الدولي روبرت بيتيت من منصبه "لأسباب شخصية وعائلية". وفي نوفمبر/تشرين الثاني من نفس العام، تم تعيين أندرو ت. كايلي مدعياً عاماً مشاركاً دولياً جديداً، والمدعية العامة المشاركة الكمبودية هي السيدة شيا ليانج.

## الدوائر القضائية
وبموجب الاتفاق بين كمبوديا والأمم المتحدة، كانت المحكمة تتألف من قضاة محليين ودوليين. وبسبب التراث القانوني الفرنسي السائد في كمبوديا، فقد أجريت التحقيقات من قبل قضاة التحقيق، الذين كانوا يقومون بإجراء التحقيقات وتقديم أمر إغلاق ينص على ما إذا كانت القضية ستستمر في المحاكمة أم لا.
وكانت كل من الدائرة التمهيدية والدائرة الابتدائية تتألف من ثلاثة قضاة كمبوديين وقاضيين دوليين، في حين كانت دائرة المحكمة العليا تتألف من أربعة قضاة كمبوديين وثلاثة قضاة دوليين.
تم تعيين جميع القضاة الدوليين من قبل المجلس الأعلى للقضاء في كمبوديا من قائمة المرشحين التي قدمها الأمين العام للأمم المتحدة . وكان هناك أيضًا قضاة احتياطيون تم استدعاؤهم أحيانًا للخدمة.
وكان القضاة هم:
| اسم                    | بلد المنشأ                 |
| ---------------------- | -------------------------- |
| مورين هاردينج كلارك    | أيرلندا                    |
| تشاندرا نيهال جاياسينغ | سريلانكا                   |
| فلورنسا مومبا          | زامبيا                     |
| كونغ سريم (الرئيس)     | كمبوديا                    |
| سوم سيريفوت            | كمبوديا                    |
| مونغ مونيشاريا         | كمبوديا                    |
| يا نارين               | كمبوديا                    |
| فيليب رابوزا: احتياطي  | الولايات المتحدة الأمريكية |
| سين ريث: احتياطي       | كمبوديا                    |

غرفة المحاكمة
| اسم               | بلد المنشأ                 |
| ----------------- | -------------------------- |
| كلوديا فينز       | النمسا                     |
| مارتن كاروبكين    | الولايات المتحدة الأمريكية |
| نيل نون (الرئيس)  | كمبوديا                    |
| أنت أوتارا        | كمبوديا                    |
| يا سخن            | كمبوديا                    |
| تو موني : احتياطي | كمبوديا                    |

غرفة ما قبل المحاكمة
| اسم                      | بلد المنشأ     |
| ------------------------ | -------------- |
| أوليفييه بوفاليه         | فرنسا          |
| بايك كانج جين            | كوريا الجنوبية |
| براك كيمسان (الرئيس)     | كمبوديا        |
| هوت فوثي                 | كمبوديا        |
| ني ثول                   | كمبوديا        |
| قلم بيكسالي: احتياطي     | كمبوديا        |
| ستيفن جيه بوانا: احتياطي | تنزانيا        |

## أجهزة المحكمة الدستورية العليا

#### مكتب المدعين العامين
كان مكتب المدعين العامين المشتركين[وصلة مكسورة] مكتبًا مستقلاً داخل المحكمة الاستثنائية الكمبودية يعمل به موظفون كمبوديون ودوليون قدمتهم مساعدة الأمم المتحدة لمحاكمات الخمير الحمر. وكان يرأس مكتب المدعي العام الكمبودي المدعي العام الوطني الكمبودي (الذي عينه المجلس الأعلى للقضاء في كمبوديا) والمدعي العام الدولي (الذي رشحه الأمين العام للأمم المتحدة)، اللذين عملا كمدعيين عامين مشاركين. كان دور مكتب المدعي العام هو مقاضاة كبار قادة الخمير الحمر وغيرهم من المسؤولين عن الجرائم المرتكبة خلال فترة كمبوتشيا الديمقراطية. كانت هيئة مكافحة الفساد مسؤولة عن ملاحقة القضايا طوال مراحل التحقيق، وما قبل المحاكمة، والمحاكمة، والاستئناف. عالجت لجنة مناهضة التعذيب شكاوى الضحايا؛ وأجرت التحقيقات الأولية (المرحلة التحقيقية الأولى)؛ وأصدرت مذكرات تمهيدية إلى مكتب قضاة التحقيق المشاركين عندما كانت هناك أدلة كافية على ارتكاب جرائم ضمن اختصاص المحكمة الاستثنائية الكمبودية. تتضمن المقدمات التمهيدية الحقائق والقانون المعمول به والجرائم المزعومة والأشخاص الذين سيتم التحقيق معهم. كما شاركت اللجنة في التحقيقات القضائية (المرحلة التحقيقية الثانية)، وقدمت مذكرات تكميلية حسب الضرورة عندما ظهرت حقائق جديدة وتطلبت الادعاءات الأصلية إضافات أو تعديلات.

###### المدعين العامين المشاركين
- بريندا هوليس، المدعية العامة الدولية
- تشيا ليانج، المدعي العام الوطني المشارك

#### مكتب قضاة التحقيق المشترك
وقد أجرى مكتب قضاة التحقيق المشترك نسخة محفوظة 2 أغسطس 2020 على موقع واي باك مشين. تحقيقات ما قبل المحاكمة بشأن الوقائع التي زعمها المدعون العامون المشاركون في مذكراتهم التمهيدية والتكميلية لتحديد ما إذا كان سيتم توجيه الاتهام إلى الشخص (الأشخاص) قيد التحقيق وإرسالهم إلى المحاكمة، أو ما إذا كان ينبغي رفض القضية المرفوعة ضدهم.

###### قضاة التحقيق المشترك
- مايكل بوهلاندر، قاضي التحقيق الدولي المشارك
- يو بونلنج، قاضي التحقيق الوطني المشارك

#### قسم دعم الدفاع
كان قسم دعم الدفاع[وصلة مكسورة] مسؤولاً عن تزويد المتهمين المعوزين بقائمة المحامين الذين يمكنهم الدفاع عنهم، وتقديم الدعم القانوني والدعم الإداري للمحامين المعينين لتمثيل المتهمين الأفراد، وتعزيز حقوق المحاكمة العادلة. كما عمل جهاز الأمن الداخلي كصوت للدفاع في وسائل الإعلام وفي فعاليات التوعية، ونظم برنامجًا إرثيًا. تم تصميم برنامج إرث إدارة الأمن القومي بهدف تعزيز فهم عملية المحاكمة الجنائية والحق في محاكمة عادلة داخل كمبوديا. وقد أتاح البرنامج الفرصة لطلاب القانون والمحامين الكمبوديين لاكتساب الخبرة في ممارسة القانون الدولي على أمل أن تؤدي المحكمة إلى تحسن دائم في النظام القانوني الكمبودي.
تناولت الكاتبة ماري كوزلوفسكي المشاكل في المحكمة، بما في ذلك القضايا التي تؤثر على حقوق المحاكمة العادلة، في مقال بعنوان "تقديم الخمير الحمر إلى العدالة" في عدد يونيو2012 من مجلة جلوبال إنسايت، وهي مجلة رابطة المحامين الدولية .

###### رؤساء جهاز الأمن الداخلي
- إسحاق إنديلي (أبريل 2012 – 2022)
- نيشا فالابجي (المسؤولة، مارس 2011 – مارس 2012)
- روبرت أبوت (المسؤول المسؤول) (نوفمبر 2010 – فبراير 2011) [19]
- ريتشارد روجرز (أغسطس 2008 – نوفمبر 2010)
- روبرت سكيلبيك (أغسطس 2006 – أغسطس 2008)

#### قسم دعم الضحايا
عمل قسم دعم الضحايا كحلقة وصل بين المحكمة الاستثنائية الأفريقية والضحايا أو ممثليهم. ومن خلال نظام دعم الضحايا، أتيحت للضحايا القدرة على طلب الدعم والمساعدة من خلال المشاركة في إجراءات المحكمة الاستثنائية كمشتكين أو أطراف مدنية. كانت دائرة خدمات الضحايا مسؤولة عن إعلام الضحايا بحقوقهم في الإجراءات، وربطهم بممثلين قانونيين إذا رغبوا في ذلك. وعلى هذا النحو، تم الاعتراف رسميًا بالضحايا كأطراف في الإجراءات ومؤهلين للحصول على تعويضات جماعية أو فردية عن الأضرار التي لحقت بهم أثناء النظام. كما عملت مؤسسة الضمان الاجتماعي على ضمان سلامة وحماية المشاركين فيها. يمكن أن يكون هذا الدعم والحماية إما حماية مادية لتقديم شهادة أساسية، أو دعم عاطفي في شكل مساعدة نفسية. في أوائل عام 2012، تبرعت ألمانيا بمبلغ 1.2 مليون يورو لـ VSS. ويمثل هذا التبرع الرابع الذي تقدمه ألمانيا إلى VSS منذ الاعتراف بها رسميًا كأحد أجهزة ECCC. ذهبت المساعدة المالية في المقام الأول إلى التمثيل القانوني للضحايا، والمشاركة القانونية الفعالة، ونشر المعلومات. تبرعت ألمانيا بمبلغ إجمالي قدره 1.9 مليون يورو لـ VSS.

#### مكتب الإدارة
أشرف مكتب الإدارة[وصلة مكسورة] على وحدات الميزانية والمالية، وتكنولوجيا المعلومات والاتصالات، والأمن والسلامة، والخدمات العامة، والشؤون العامة، وشؤون الموظفين في المحكمة الانتخابية العليا، وكان مسؤولاً عن دعم وتسهيل العملية القضائية من خلال تقديم الخدمات بشكل فعال وكفء ومنسق. وكان المكتب مسؤولاً أيضًا عن إدارة علاقات ECCC مع الجهات المانحة لـ UNAKRT.

###### مديري مكتب الإدارة
- كرانه توني، القائم بأعمال المدير
- كنوت روساندهاوج، نائب المدير

#### الميزانية والمالية:
تم تكليف أقسام الميزانية والمالية بإدارة الشؤون المالية وصرف أموال المحكمة الانتخابية المستقلة. تم إدارة التبرعات من خلال هذه المكاتب وصرفها وفقًا لذلك، وتم تقديم أي تعديلات في الميزانية والتقارير المالية من قبل هذه المكاتب.
إدارة المحكمة:
كان قسم إدارة المحكمة في مكتب الإدارة مسؤولاً عن إدارة وحدة دعم الشهود والخبراء، ووحدة النسخ المسؤولة عن تسجيل إجراءات المحكمة، ووحدة الترجمة والتفسير، ووحدة المواد السمعية والبصرية، ووحدة المكتبة، التي وفرت للمحامين وغيرهم من الأشخاص في المحكمة إمكانية الوصول إلى مواد البحث لمساعدتهم في إجراءاتهم. كان قسم إدارة المحكمة مسؤولاً عن إدارة هذه المكاتب من أجل ضمان سير العملية القضائية في المحكمة الاستثنائية وتأمين الوسائل اللازمة لتوثيق العملية.
الخدمات العامة:
كانت وحدة الخدمات العامة مسؤولة عن أي احتياجات لوجستية للمحكمة، سواء على المستوى الوطني أو الدولي، وبالتالي شملت وحدة المباني، ووحدة السفر، ووحدة النقل، ووحدة إدارة الأصول، ووحدة الإمدادات، ووحدة البريد والحقيبة الدبلوماسية، ووحدة المشتريات.
تكنولوجيا المعلومات والاتصالات:
كان قسم تكنولوجيا المعلومات والاتصالات مسؤولاً عن الحفاظ على شبكة آمنة لـ ECCC بالإضافة إلى توفير وصيانة المعدات اللازمة لموظفي ECCC.
الموظفين:
يتضمن قسم الموظفين أقسامًا وطنية ودولية. كانوا مسؤولين عن جميع احتياجات الموارد البشرية بما في ذلك تطوير وصيانة السياسات والإجراءات والأدلة الخاصة بسلوك الموظفين، وتوفير الإدارة الإدارية للموظفين ومعلومات الموظفين لمكتب الإدارة ككل.
الشؤون العامة:
كان قسم الشؤون العامة مسؤولاً عن جميع احتياجات العلاقات العامة في ECCC بما في ذلك التواصل والمعلومات والعلاقات الإعلامية وتوزيع التسجيلات الصوتية / المرئية للمحاكمات.
الأمن والسلامة:
كان قسم الأمن والسلامة مسؤولاً عن أي احتياجات أمنية للمحكمة الدستورية وحماية الموظفين ومحيط المحكمة.

## الاختصاص والقانون المطبق
حدد قانون إنشاء الدوائر الاستثنائية في محاكم كمبوديا لمحاكمة الجرائم المرتكبة خلال فترة كمبوتشيا الديمقراطية الجرائم التي تقع ضمن اختصاص المحكمة. كانت لها ولاية قضائية على جرائم معينة تنتهك قانون العقوبات الكمبودي لعام 1956، والجرائم المنصوص عليها في اتفاقية منع ومعاقبة جريمة الإبادة الجماعية ، والجرائم العامة ضد الإنسانية ، والجرائم المنصوص عليها في اتفاقيات جنيف ( جرائم الحرب )، والجرائم المنصوص عليها في اتفاقية لاهاي لحماية الممتلكات الثقافية في حالة النزاع المسلح ، والجرائم المنصوص عليها في اتفاقية فيينا للعلاقات الدبلوماسية . إذا ثبتت إدانة المجرمين، فقد يُحكم عليهم بالسجن أو مصادرة ممتلكاتهم. ولم تكن المحكمة، كما هو الحال مع جميع المحاكم الأخرى التي أنشأتها الأمم المتحدة، تتمتع بسلطة فرض عقوبة الإعدام. وكانت المحكمة قد وجهت اتهامات إلى خمسة أشخاص بارتكاب جرائم الإبادة الجماعية والجرائم ضد الإنسانية و/أو جرائم الحرب. وقد أُدين ثلاثة وحُكم عليهم جميعًا بالسجن مدى الحياة.

## دور الضحايا
تم تعريف ضحايا الخمير الحمر على أنهم "أي شخص أو كيان قانوني عانى من ضرر جسدي أو نفسي أو مادي كنتيجة مباشرة للجرائم التي ارتكبها نظام كمبوتشيا الديمقراطية في كمبوديا في الفترة ما بين 17 أبريل 1975 و6 يناير 1979 والتي تقع تحت اختصاص الدوائر الاستثنائية في المحاكم الكمبودية". وقد تم تحديد الحقوق الممنوحة للضحايا فيما يتعلق بالمحكمة الكمبودية الاستثنائية في القانون الكمبودي بموجب القواعد الداخلية للمحكمة الكمبودية الاستثنائية. وقد أتيحت للضحايا الفرصة للمشاركة بنشاط في الإجراءات القضائية من خلال الشكاوى والأطراف المدنية، وكان بوسعهم السعي للحصول على تعويض جماعي وأخلاقي.
وكان دور الضحايا حاسما لأن المحكمة كانت بمثابة آلية مهمة بالنسبة لهم للتعامل مع الصدمات التي تعرضوا لها. وقال المتحدث باسم المحكمة الدستورية الكمبودية نيث فيكترا في مقابلة مع D+C: "إن المحكمة تسهل المصالحة وفي الوقت نفسه توفر فرصة للكمبوديين للتصالح مع تاريخهم".

## المتهمون والمتهمون

#### كانج كيك إيو
كان كانج كيك إيو، أو "الرفيق دوتش"، أحد زعماء الخمير الحمر. كان يرأس سانتيبال ، فرع خاص من الخمير الحمر مسؤول عن الأمن الداخلي وإدارة معسكرات السجون. بالإضافة إلى ذلك، أدار إيو سجن تول سلينج (S-21) سيئ السمعة في بنوم بنه. كان إيو أول الخمسة الذين مثلوا أمام المحكمة. وبدأت جلسات محاكمته في 17 سبتمبر/أيلول 2009 وانتهت في 27 نوفمبر/تشرين الثاني 2010. وقد ظهرت على السطح بشكل متكرر سبعة مجالات ذات صلة أثناء محاكمته: القضايا المتعلقة بـ M-13، وإنشاء S-21 وسجن تاكماو، وتنفيذ سياسة CPK في S-21، والصراع المسلح، وعمل S-21، وإنشاء وتشغيل S-24؛ والقضايا المتعلقة بشخصية إيو نفسه. في 14 يوليو/تموز 2009، أدلى ملازمه مام ناي، الزعيم المخيف لوحدة الاستجواب في سانتيبال، بشهادته، ورغم تورطه في التعذيب والإعدام جنبًا إلى جنب مع دوتش، إلا أنه لم يتم توجيه اتهام إليه.
في 26 يوليو 2010، أدانت المحكمة كانج كيك إيو بارتكاب جرائم ضد الإنسانية وانتهاكات جسيمة لاتفاقيات جنيف. في البداية، حُكم على إيو بالسجن لمدة 35 عامًا. ومع ذلك، فقد تم تخفيض هذه العقوبة بسبب احتجازه بشكل غير قانوني من قبل المحكمة العسكرية الكمبودية بين عامي 1999 و2007 والوقت الذي قضاه بالفعل في حجز المحكمة الاستثنائية الكمبودية. تم تمديد الحكم إلى السجن مدى الحياة عند الاستئناف.

#### نون شيا
خلال حكم الخمير الحمر، كان نون شيا ، كبير المنظرين الأيديولوجيين للحزب، بمثابة الرجل الأيمن للزعيم بول بوت. وتضمنت الاتهامات الموجهة إلى نون شيا جرائم ضد الإنسانية (القتل، والإبادة، والاستعباد، والترحيل، والسجن، والتعذيب، والاضطهاد على أسس سياسية وعرقية ودينية)، والإبادة الجماعية، والانتهاكات الخطيرة لاتفاقيات جنيف لعام 1949 (القتل العمد، والتعذيب أو المعاملة اللاإنسانية، والتسبب عمداً في معاناة شديدة أو إصابة خطيرة للجسم أو الصحة، والحرمان المتعمد لأسير حرب أو مدني من حقوق المحاكمة العادلة والمنتظمة، والترحيل غير القانوني أو الحبس غير القانوني للمدنيين).
انضم نون شيا إلى الحزب الشيوعي في كمبوديا (الاسم الرسمي للخمير الحمر) أثناء دراسته للقانون في جامعة ثاماسات في بانكوك وفي عام 1960 تم تعيينه نائباً للأمين العام للإشراف على أمن الحزب والدولة. وتضمنت تهمه الإشراف على سجن S-21 في بنوم بنه. وتشير التقديرات إلى أن نون شيا مسؤول عن مقتل 1.7 مليون شخص خلال حكم الخمير الحمر.
في عام 1998، توصل نوان تشيا إلى اتفاق مع الحكومة الكمبودية سمح له بالعيش بالقرب من الحدود التايلاندية. تم اعتقاله ووضعه في الحجز في عام 2007. قضيته، رقم 002، كانت تحت التحقيق منذ عام 2007 وبدأت الجلسات في عام 2011. على الرغم من أن تشيا هو أعلى مسؤول يتم احتجازه، إلا أنه ينفي غالبية تورطه في الخمير الحمر: "كنت رئيس الجمعية الوطنية ولم يكن لي أي علاقة بتشغيل الحكومة. أحيانًا لم أكن أعلم بما كانوا يفعلونه لأنني كنت في الجمعية".
في 7 أغسطس 2014، وفي القضية 002/1، أدانت الدائرة الابتدائية نون شيا بارتكاب العديد من الجرائم ضد الإنسانية وحكمت عليه بالسجن مدى الحياة. وفي 23 نوفمبر/تشرين الثاني 2016، أيدت دائرة المحكمة العليا هذا الحكم، على الرغم من إلغاء بعض الإدانات. في 16 نوفمبر/تشرين الثاني 2018، وفي القضية الثانية التي تم فتحها ضده أمام المحكمة الكمبودية الخاصة (القضية 002/02)، أدانته الدائرة الابتدائية بارتكاب جريمة الإبادة الجماعية ضد الشعب الفيتنامي وشعب تشام.
توفي نون شيا في 4 أغسطس 2019 أثناء استئنافه لإدانته بالإبادة الجماعية ضد الشعب الفيتنامي وشعب تشام في القضية 002/2. أنهت دائرة المحكمة العليا هذه الإجراءات المتبقية ضده في 13 أغسطس 2019  لكن محامي الدفاع عنه قدموا طلبًا أمام دائرة المحكمة العليا بحجة أنه في غياب أي حكم استئناف، يجب اعتبار نون شيا بريئًا ويجب إلغاء حكم المحاكمة الصادر ضده في 16 نوفمبر 2018. في 22 نوفمبر/تشرين الثاني 2019، أوضحت دائرة المحكمة العليا بشكل ملحوظ أن وفاة نون شيا لم تلغ حكم المحاكمة ضده، وأنه على الرغم من أن افتراض البراءة ينطبق في مرحلة الاستئناف، فإنه لا يعادل إثبات البراءة بعد الوفاة.

#### إينغ ساري
انضم إينغ ساري إلى الخمير الحمر في عام 1963. قبل دراسته في فرنسا حيث انضم إلى الحزب الشيوعي الفرنسي، وعند عودته إلى كمبوديا انضم إلى الحزب الشيوعي الكمبودي. وعندما تولى الخمير الحمر السلطة في عام 1975، أصبح إينغ نائباً لرئيس الوزراء للشؤون الخارجية. وعندما سقط النظام في عام 1979، فر إينغ إلى تايلاند وأدين بتهمة الإبادة الجماعية وحكم عليه بالإعدام من قبل المحكمة الثورية الشعبية في بنوم بنه. ظل إينج عضوًا في حكومة الخمير الحمر في المنفى حتى عام 1996 عندما حصل على عفو ملكي عن إدانته والعفو الملكي عن حظر الخمير الحمر.
تم القبض على إينغ ساري في 12 نوفمبر 2007. ويُتهم بأنه مسؤول (من خلال أفعاله أو تقاعسه) عن التخطيط والتحريض والأمر والمساعدة/التحريض على أو الإشراف على جرائم الخمير الحمر بين عامي 1975 و1979. وتشمل الاتهامات الموجهة إلى إينغ ساري ارتكاب جرائم ضد الإنسانية والإبادة الجماعية وانتهاكات اتفاقية جنيف. توفي إينغ ساري في مارس/آذار 2013 بينما كانت القضية المرفوعة ضده لا تزال جارية ولم يصدر الحكم بعد.

#### إينغ ثيريث
إينغ ثيريث، زوجة إينغ ساري وشقيقة بول بوت، كانت عضوًا كبيرًا في الخمير الحمر. درست في فرنسا وكانت أول كمبودية تحصل على شهادة في اللغة الإنجليزية. عند عودتها إلى كمبوديا، انضمت إلى حزب الخمير الشيوعي (CPK) ويفترض أنها تم تعيينها وزيرة للشؤون الاجتماعية في كمبوديا الديمقراطية. ظلت ثيريث مع الخمير الحمر حتى تم العفو عن زوجها، إينغ ساري، من قبل الحكومة الكمبودية في عام 1998. بعد ذلك، عاشت هي وساري معًا بالقرب من بنوم بنه حتى تم القبض عليهما من قبل الشرطة الكمبودية ومسؤولي المحكمة في 12 نوفمبر 2007.
يُزعم أن ثيريث مسؤول عن التخطيط والتحريض والمساعدة/التحريض على جرائم الخمير الحمر ضد الكمبوديين خلال فترة سيطرة الخمير الحمر. تشمل الاتهامات الموجهة إلى ثيريث ارتكاب جرائم ضد الإنسانية والإبادة الجماعية وانتهاكات اتفاقية جنيف. في نوفمبر 2011، تبين أن إينغ ثيريث غير لائق عقليًا للمحاكمة، بسبب مرض الزهايمر. توفي إينغ ثيريث في أغسطس 2015.

#### خيو سامفان
كان كيو سامفان أحد أقوى المسؤولين في نظام الخمير الحمر. قبل انضمامه إلى الخمير الحمر، كان خيو سامفان وزيراً للدولة للتجارة في نظام سيهانوك في عام 1962. تحت تهديد قوات الأمن التابعة لسيهانوك، اختبأ سامفان في عام 1969 وظهر كعضو في الخمير الحمر في أوائل السبعينيات. تم تعيينه رئيسًا لدولة كمبوتشيا الديمقراطية وخلف بول بوت كزعيم للخمير الحمر في عام 1987. أعلن كيو سامفان ولاءه للحكومة الكمبودية في عام 1998 وترك الخمير الحمر. ألقي القبض عليه في 12 نوفمبر 2007 بتهمة ارتكاب جرائم ضد الإنسانية والإبادة الجماعية وانتهاكات اتفاقيات جنيف.
في 7 أغسطس 2014، أُدين بارتكاب جرائم ضد الإنسانية وحُكم عليه بالسجن مدى الحياة، في القضية 002/1. وقد تم تأييد الحكم بالاستئناف. وفي القضية الثانية المرفوعة ضده، أدانته الدائرة الابتدائية بارتكاب جريمة الإبادة الجماعية ضد الشعب الفيتنامي في 16 نوفمبر/تشرين الثاني 2018. وفي 22 سبتمبر 2022، رُفض استئنافه ضد إدانته بارتكاب الإبادة الجماعية، مع تأكيد أحكام الإدانة بارتكاب الإبادة الجماعية، والجرائم ضد الإنسانية، والانتهاكات الجسيمة لاتفاقية جنيف.

#### آو آن
شغل AO An منصب نائب أمين المنطقة الوسطى وأمين القطاع 41 أثناء نظام الخمير الحمر.

#### ميس موث المعروف بـ أشار نين - القضية 003
تركز التحقيقات في القضية رقم 003 على الجرائم التي ارتكبها ميس موث، العضو رفيع المستوى في الجيش الثوري لكمبوتشيا (RAK) خلال الفترة من 17 أبريل 1975 إلى 6 يناير 1979. كان ميس موث قائد الفرقة 164، وهي أكبر فرقة في هيئة الأركان العامة والتي تضمنت قيادة البحرية بأكملها، وكان عضوًا احتياطيًا في لجنة هيئة الأركان العامة وكان أمين قطاع كامبونج سوم المستقل (الذي كان يقدم تقاريره مباشرة إلى مركز الحزب). يمثل مركز العدالة والمساءلة 76 متقدمًا من الأطراف المدنية في إجراءات القضية 003. كان مقرها الرئيسي في منطقة كامبونج ساوم، مع قواعد في العديد من الموانئ على طول ساحل البحر وعلى الجزر في خليج سيام. كان لدى ميس موث قيادة قوامها 10000 جندي. وباعتباره قائدًا للبحرية، قام ميس موث أيضًا بتسليم السجناء إلى مواقع الإعدام، بما في ذلك سجن S-21 سيئ السمعة.
يُتهم ميس موث أيضًا بالمسؤولية عن وفاة 11 غربيًا تم القبض عليهم بعد أن ضلت قواربهم طريقها إلى المياه الكمبودية. تم القبض عليهم وإرسالهم إلى S-21 حيث لقوا حتفهم.
في 18 نوفمبر 2018، أصدر القضاة المشتركين لمرحلة التحقيق أوامر الإغلاق الخاصة بهم. أصدر القاضي الوطني المشترك أمرًا برفض جميع التهم الموجهة ضد ميس موث على أساس أنه ليس من بين الأكثر مسؤولية عن الجرائم التي ارتكبت خلال فترة حكم الخمير الحمر. وعلى العكس من ذلك، وجد القاضي الدولي المشترك أن ميس موث كان من بين الأكثر مسؤولية عن جرائم الحرب والإبادة الجماعية ووجه له التهم المتعلقة بإبادة التايلانديين والفيتناميين، والجرائم ضد الإنسانية، وجرائم الحرب، والقتل وفقًا لقانون العقوبات الكمبودي لعام 1956. وبصفته قائد البحرية، كان لدى ميس موث السلطة الكافية والمسؤولية التي تجعله يُعتبر "الأكثر مسؤولية".
في 7 أبريل/نيسان 2021، أصدرت الدائرة التمهيدية ملاحظاتها بشأن الاستئنافات المقدمة ضد أوامر الإغلاق. أولا، أكدت الغرفة بالإجماع نتائجها التي تفيد بأن إصدار أمرين متضاربين للإغلاق أمر غير قانوني. ثانياً، وجد القضاة الوطنيون أن كلاً من لائحة الاتهام وأمر الرفض كانا صالحين وصامدين، في حين خلص القضاة الدوليون إلى أن لائحة الاتهام فقط كانت صالحة. ولذلك، وعلى النقيض مما حدث في القضية 004/2، فإن جميع قضاة الدائرة التمهيدية الخمسة توصلوا فعلياً إلى الأغلبية المطلوبة بشأن صحة لائحة الاتهام. رفض مكتب قضاة التحقيق المشترك الذي أعيد تعيينه طلب نقل ملف القضية رقم 003 إلى غرفة الدرجة الأولى. وقد قدم الدفاع والمدعي العام طلبات أمام الدائرة التمهيدية يطلبان فيها على التوالي إنهاء القضية ونقل ملف القضية إلى الدائرة الابتدائية. وقد ردت الدائرة التمهيدية بالإجماع على أن "بعد الوفاء بجميع واجباتها وفقاً للإطار القانوني للمحكمة الكمبودية المستقلة، بما في ذلك قانون الإجراءات الجنائية الكمبودي، فإنها تنوي التمسك باعتباراتها. وهي ترفض بشكل قاطع الارتباط، من خلال تصرفات قضاة التحقيق المشتركين المرتبكين أو الطلبات التي تم قبولها بالفعل، بالممارسات الخاطئة التي أثارت مثل هذا الفشل الذي يبدو الآن غير قابل للتغلب عليه بالنسبة لأولئك الذين تسببوا فيه". كما "تتساءل الدائرة التمهيدية عن منطق قاضي التحقيق الذي بعد أن أمر بمحاكمة شخص متهم بارتكاب جرائم إبادة جماعية ضد الإنسانية وجرائم حرب وجرائم أخرى بموجب القانون الكمبودي وبعد عشر سنوات من التحقيق يعلن الآن، على أسس قانونية وهمية، أنه غير قادر على إحالة القضية إلى الدائرة التمهيدية وربما يكون مستعدًا لحفظها". وقد احتجز المدعي العام غرفة المحكمة العليا للقضية.

#### يم تيث - القضية 004
عندما استولى الخمير الحمر على السيطرة على بنوم بنه في 17 أبريل/نيسان 1975، تم تعيين ييم تيث أميناً عاماً للحزب في منطقة كيريفونج (في القطاع 13). في عهد النظام، ارتقى ييم تيث إلى منصب سكرتير القطاع 13 (حتى يونيو 1978) وأصبح فيما بعد سكرتيرًا للقطاعات 1 و3 و4 في المنطقة الشمالية الغربية. ويعتقد أنه مسؤول عن الجرائم التي ارتكبتها كوادر الخمير الحمر في مقاطعة تاكيو من عام 1975 إلى عام 1978، وفي مقاطعة بورسات من عام 1978 إلى عام 1979، وفي وقت لاحق في مقاطعة باتامبانج من عام 1978 إلى عام 1979. استهدف مجتمعات الخمير الكروم والفيتناميين للقضاء عليها بشكل كامل.
في 28 يونيو 2019، أصدر قضاة التحقيق المشترك أوامرهم الختامية. أصدرت اللجنة الوطنية للتحقيق أمراً برفض جميع التهم الموجهة إلى YIM Tith على أساس أنه ليس أحد المسؤولين عن الجرائم التي ارتكبت في عهد نظام الخمير الحمر. على النقيض من ذلك، وجد قاضي التحقيق الدولي أن ييم تيث هو أحد أكثر المسؤولين، ولا سيما عن الإبادة الجماعية للخمير كروم، والجرائم ضد الإنسانية، وجرائم الحرب، فضلاً عن الجرائم المحلية بموجب القانون الكمبودي.
في 17 سبتمبر 2021، أصدرت الدائرة التمهيدية ملاحظاتها بشأن الطعون الخمسة المقدمة ضد أوامر الإغلاق. أولا، أكدت الغرفة بالإجماع نتائجها التي تفيد بأن إصدار أمرين متضاربين للإغلاق أمر غير قانوني. ثانياً، وجد القضاة الوطنيون أن المحكمة الاستثنائية ليس لها اختصاص في قضية YIM Tith وأنه ينبغي إنهاء القضية وحفظها في حين وجد القضاة الدوليون أن لائحة الاتهام فقط هي التي كانت صالحة وخلصوا إلى رأيهم قائلين "في هذه المرحلة، لا شك في أن لوائح الاتهام صالحة. ولا شك أن مبدأ استمرار التحقيق والملاحقة القضائية ينطبق على القضية 004، كما كان ينطبق على القضية 003 قبلها. ولا شك أن الوقائع الجنائية التي تم الكشف عنها في القضية 004، وقبل ذلك في القضيتين 004/1 و003، تدعو إلى النظر بشكل عاجل في التهم الخطيرة الموجهة إلى المتهمين".

## الجدل الدائر حول القضيتين 003 و004
لا يزال القائد البحري السابق لحزب الخمير الحمر، ميس موث، حرا طليقا على الرغم من صدور مذكرتي اعتقال بحقه. ولم ينفذ مسؤولو الشرطة أوامر الاعتقال هذه، ويظل موث يعيش في سلام نسبي في مقاطعة باتامبانج، في حين لا يزال رئيس الوزراء هون سين يعارض قضيته رقم 003. وقد دافع القضاة الكمبوديون الثلاثة في اللجنة عن معارضتهم قائلين إن الاعتقال "في المجتمع الكمبودي يعتبر مهينًا ويؤثر على شرف موث وكرامته وحقوقه بشكل كبير ولا يمكن إصلاحه". ويتهم موث بالقتل وجرائم ضد الإنسانية، يُزعم أنه ارتكبها في عدد من المواقع المختلفة في جميع أنحاء البلاد وجزرها.
اقترح على الادعاء في المحكمة الكمبودية المستقلة إسقاط القضية رقم 004 مقابل الحصول على موافقة القضاة الكمبوديين على المضي قدماً في القضية رقم 003، حيث كان ميس موث مسؤولاً بشكل مباشر عن البحرية الخميرية الحمر وبعض المناطق. إن إدانة ميس موث ستمثل جزءاً كبيراً من النظام الفاسد للخمير الحمر ككل. لا يريد رئيس الوزراء الكمبودي والدكتاتور هون سين، الذي تولى السلطة منذ عام 1985، والذي كان جندياً سابقاً في جيش الخمير الحمر، أن يخضع هو أو مرؤوسيه لمحاكمات إضافية، لأن ذلك من شأنه أن يكشف النقاب عن المزيد من الحقائق حول كوادر الخمير الحمر من المستوى الأدنى الذين يخدمون الآن في الحكومة.

#### استقالة القضاة
في يونيو 2011، شهدت المحكمة جدلاً عاماً كبيراً في أعقاب إصدار بيان عام من جانب المدعي العام الدولي أندرو كايلي ينتقد فيه قضاة التحقيق المشاركين لإغلاق تحقيقاتهم في القضية 003 قبل الأوان، بما في ذلك اتهام القضاة بمحاولة "دفن" القضية. المتهمون في القضية رقم 003 هم ميس موث وسو ميت، وهما قائدان في جيش الخمير الحمر يزعم أنهما أشرفا على اعتقال السجناء ونقلهم إلى سجن S-21. وجاء هذا البيان في أعقاب مخاوف دولية من أن تستسلم المحكمة لضغوط الحكومة بعدم توجيه اتهامات إلى متهمين إضافيين. انتقد قاضي التحقيق الألماني سيجفريد بلانك تصريح كايلي ووصفه بأنه انتهاك لقواعد السرية الداخلية للمحكمة.
بعد أن استقال سيغفريد بلانك من وظيفته بشكل غير متوقع في مارس/آذار 2012 بسبب تصريحات الحكومة المعارضة لمزيد من الملاحقات القضائية، قيل إنه في حين لم يكن متأثراً بالتصريحات السياسية، فإن "قدرته على تحمل مثل هذه الضغوط من جانب المسؤولين الحكوميين لأداء واجباته بشكل مستقل، يمكن دائماً التشكيك فيها، وهذا من شأنه أيضاً أن يثير الشك حول نزاهة الإجراءات برمتها" في القضيتين 003 و004. كان القاضي بلانك شخصية مثيرة للجدل منذ توليه منصب القاضي الفرنسي مارسيل ليموند الذي استقال في عام 2010 للتحقيق في القضيتين 003 و004. بعد أن ترك قاضي التحقيق الدولي لوران كاسبر أنسيرميت (سويسري) وظيفته بشكل غير متوقع، ألقى ذلك المزيد من الشكوك على قدرة المحكمة على متابعة المزيد من القضايا مثل القضيتين 003 و004 ضد زعماء الخمير الحمر المرضى.
وردت ادعاءات مماثلة بشأن الضغوط السياسية في القضية رقم 004. وتتعلق القضية رقم 004 بقادة سابقين من المستوى المتوسط في جيش الخمير الحمر، وهم: إيم تشاييم، وتا آن، وتا تيث. أدار تشايم معسكر عمل قسري يتضمن مشروع ري ضخم في برياه نت. وكان برياه وتا آن وتا تيث نائبين أشرفا على المذابح في المعسكر. ومنذ ذلك الحين، أصبح تا تيث رجل أعمال ثريًا في كمبوديا، وأصبح إيم تشايم رئيسًا لبلدية في منطقة أنلونج فينج في كمبوديا، مما يزيد من التكهنات بأن الضغوط السياسية ستأتي لإسقاط التهم إذا تمت محاكمة هؤلاء الثلاثة معًا.
منذ وقت مبكر من شهر نوفمبر/تشرين الثاني 2010، حاول قسم دعم الدفاع تعيين محامين لتمثيل مصالح المشتبه بهم في القضيتين 003 و004.

#### فشل حكومة كمبوديا في مقاضاة جريمة الإبادة الجماعية
في القضية 004 الصادرة عن غرفة ما قبل المحاكمة في 17 سبتمبر 2021، أكد القاضيان كانج جين بايك وأوليفييه بوفاليه على استمرار غياب أي جهد ادعاء حقيقي من جانب السلطات الكمبودية، وأشارا إلى أنه بصفتها دولة طرف في اتفاقية الإبادة الجماعية، فإن الحكومة الملكية الكمبودية ملزمة بضمان محاكمة كوادر الخمير الحمر المتهمين بالإبادة الجماعية ومحاكمتهم من قبل محكمة عدل مختصة. وأضافوا أنه بالنظر إلى الأدلة التي تم جمعها في القضيتين 003 و004، فإن السلطات الوطنية "ملزمة بلا شك بتحمل مسؤولية مقاضاة المتهمين إذا لم تواصل المحكمة الاستثنائية الأفريقية عملها".

## الاستجابة المحلية
حظيت المحكمة الاستثنائية بدعم شعبي واسع النطاق. تحت القيادة المبكرة لهيلين جارفيس من ECCC  وبيتر ويكواير فوستر من الأمم المتحدة، نجح مكتب الشؤون العامة في ECCC في دمج الموظفين الكمبوديين والأمم المتحدة بشكل كامل منذ البداية، مما ساعد في تقديم رسالة موحدة للجمهور وإطلاق برامج فعالة للمعلومات العامة والتوعية. كان هذا التكامل فريدًا من نوعه ضمن الهيكل المبكر لـ ECCC، والذي كان يقسم في البداية مناطق عمل الموظفين الدوليين والوطنيين. ومع ذلك، فإن التقسيمات الإدارية والقضائية الشاملة للمحاكم أدت إلى بعض الرسائل المختلطة والارتباك العام.
نتيجة لمبادرات التوعية الواسعة النطاق، تمكن أكثر من 353 ألف شخص من مراقبة أو المشاركة في إجراءات المحكمة. وفي القضية رقم 001، حضر جلسات المحاكمة والاستئناف 36493 شخصاً. وفي القضية رقم 002، وهي أول محاكمة تشمل العديد من زعماء الخمير الحمر، حضر 98,670 شخصاً جلسات المحاكمة التي استمرت 212 يوماً. بالإضافة إلى ذلك، حضر ما يقرب من 67000 شخص من المناطق الريفية في كمبوديا عروض الفيديو المجتمعية التي نظمتها ECCC. كما اتخذت المحكمة الدستورية المستقلة خطوات لإشراك الأعضاء الأصغر سنا في المجتمع من خلال توعيتهم بإجراءات المحكمة. وفقًا لمسح أجراه المعهد الجمهوري الدولي، أجاب 67% من المشاركين بأنهم "يوافقون تمامًا" على محاكمة كبار قادة الخمير الحمر. وفي استطلاع رأي سكاني أحدث أجرته جامعة كاليفورنيا في بيركلي، وافق 83% من المشاركين على أن المحكمة الانتخابية المستقلة يجب أن تشارك في الاستجابة لما حدث خلال نظام الخمير الحمر. وخلصت الدراسة نفسها أيضًا إلى أن الوعي بالمحكمة الاستثنائية المستقلة قد زاد بشكل كبير من عام 2008 إلى عام 2010.

## انتقادات
هناك العديد من الانتقادات المتعلقة بالمحكمة الدستورية العليا. على سبيل المثال، كان هناك جدل كبير حول إغلاق القضيتين رقم 003 ورقم 004. ويقول العديد من النقاد الدوليين إن هذه الإغلاقات نابعة من إحجام الحكومة الكمبودية عن محاكمة مسؤولي الخمير الحمر الذين تمكنوا من تغيير تحالفاتهم نحو نهاية الصراع.
تعرضت المحكمة الدستورية العليا لانتقادات بسبب ركودها العام فيما يتعلق بمواردها المالية. وفي تمويل المحكمة، كانت الحكومة الكمبودية والأمم المتحدة مسؤولتين عن إدارة تكاليف عمليات المحكمة الاستثنائية. بين عامي 2006 و2012، تم إنفاق 173.3 مليون دولار على المحكمة الانتخابية المستقلة. ومن أصل 173.3 مليون دولار، ساهمت كمبوديا بمبلغ 42.1 مليون دولار، في حين تبرعت الأمم المتحدة بالمبلغ المتبقي وهو 131.2 مليون دولار. في عام 2013، كان لدى كمبوديا ميزانية قدرها 9.4 مليون دولار لإنفاقها، في حين كان لدى الأمم المتحدة 26 مليون دولار، مما يجعل الميزانية الإجمالية لذلك العام 35.4 مليون دولار. ومع ذلك، اعتبارًا من عام 2014، بلغت تكلفة المحكمة الاستثنائية للمحاكم أكثر من 200 مليون دولار، وفي تلك المرحلة لم يتم الانتهاء إلا من قضية واحدة. وطالب كثيرون في اللجنة الدولية بتشكيل لجنة خارجية لمراجعة إخفاقات المحكمة الاستثنائية. وبناءً على ذلك، حث العديد من الدول مثل اليابان وألمانيا وفرنسا والولايات المتحدة والمملكة المتحدة على التوقف عن تمويل المحكمة الاستثنائية حتى تصبح محكمة أكثر شفافية واستقلالية.
تعرضت المحكمة أيضًا لانتقادات بسبب رفضها لطلبات الضحايا. تم رفض طلب الضحية الذي تقدمت به للمشاركة في القضية 003 لأن القضاة زعموا أن الضرر النفسي الذي تعرضت له "من غير المرجح أن يكون حقيقيا" ومن خلال تعريف ضيق لـ "الضحية المباشرة"، تم تحديدها كضحية غير مباشرة في القضية. دعت مبادرة عدالة المجتمع المفتوح الأمم المتحدة إلى التحقيق في إجراءات المحكمة الاستثنائية الأفريقية. وزعم أحد مراقبي المحاكمات في محكمة العدل العليا أن الإجراءات الأخيرة "لا تلبي المتطلبات الأساسية ولا تلتزم بالمعايير الدولية ولا حتى تتوافق مع أحكام القضاء السابقة للمحكمة". وفي أواخر فبراير 2012، طلبت المحكمة 92 مليون دولار أخرى لتغطية تكاليف تشغيلها لعامي 2012 و2013.